# Lord-lieutenant du Buteshire

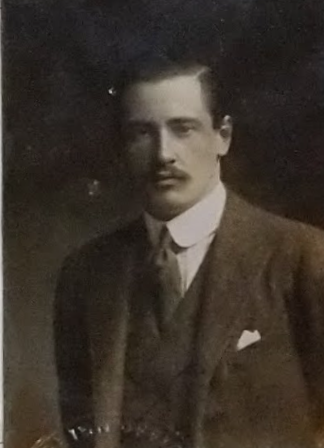
Lord Colum Crichton, neuvième lord-lieutenant du Buteshire

Ceci est une liste de personnes qui ont servi comme Lord Lieutenant du Buteshire. Le poste a été créé en 1794 et supprimé en 1975, remplacé par le Lord Lieutenant d'Argyll and Bute et le Lord Lieutenant du Ayrshire and Arran.
- John Stuart (1er marquis de Bute) 17 mars 1794 – 16 novembre 1814
- John Crichton-Stuart (2e marquis de Bute) 2 janvier 1815 – 18 mars 1848
- Lord Patrick Crichton-Stuart 17 avril 1848 – 7 septembre 1859
- James Crichton-Stuart 14 novembre 1859 – 24 octobre 1891
- John Crichton-Stuart (3e marquis de Bute) 13 février 1892 – 9 octobre 1900
- Andrew Murray (1er vicomte Dunedin) 1er janvier 1901 – 1905[1]
- John Crichton-Stuart (4e marquis de Bute) 31 mars 1905 – 1920[2]
- James Graham (6e duc de Montrose) 24 juin 1920 – 1953[3]
- Lord Colum Crichton-Stuart 15 avril 1953 – 18 août 1957[4]
- Lord Robert Crichton-Stuart 12 juin 1958 – 1963
- Ronald Graham 19 juillet 1963 – 23 juin 1967[5]
- John Crichton-Stuart (6e marquis de Bute) 12 octobre 1967 – 1975[6]

## Deputy Lieutenants
- Richard Carnaby-Forster 4 mars 1901 [7]